# Anacalliax argentinensis
Anacalliax argentinensis är en kräftdjursart som först beskrevs av Biffar 1971.  Anacalliax argentinensis ingår i släktet Anacalliax och familjen Ctenochelidae. Inga underarter finns listade i Catalogue of Life.